# Frankrikes damlandslag i fotboll
Frankrikes damlandslag i fotboll representerar Frankrike i fotboll på damsidan.

## Historia

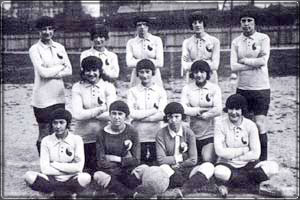
Franska damlandslaget 1920

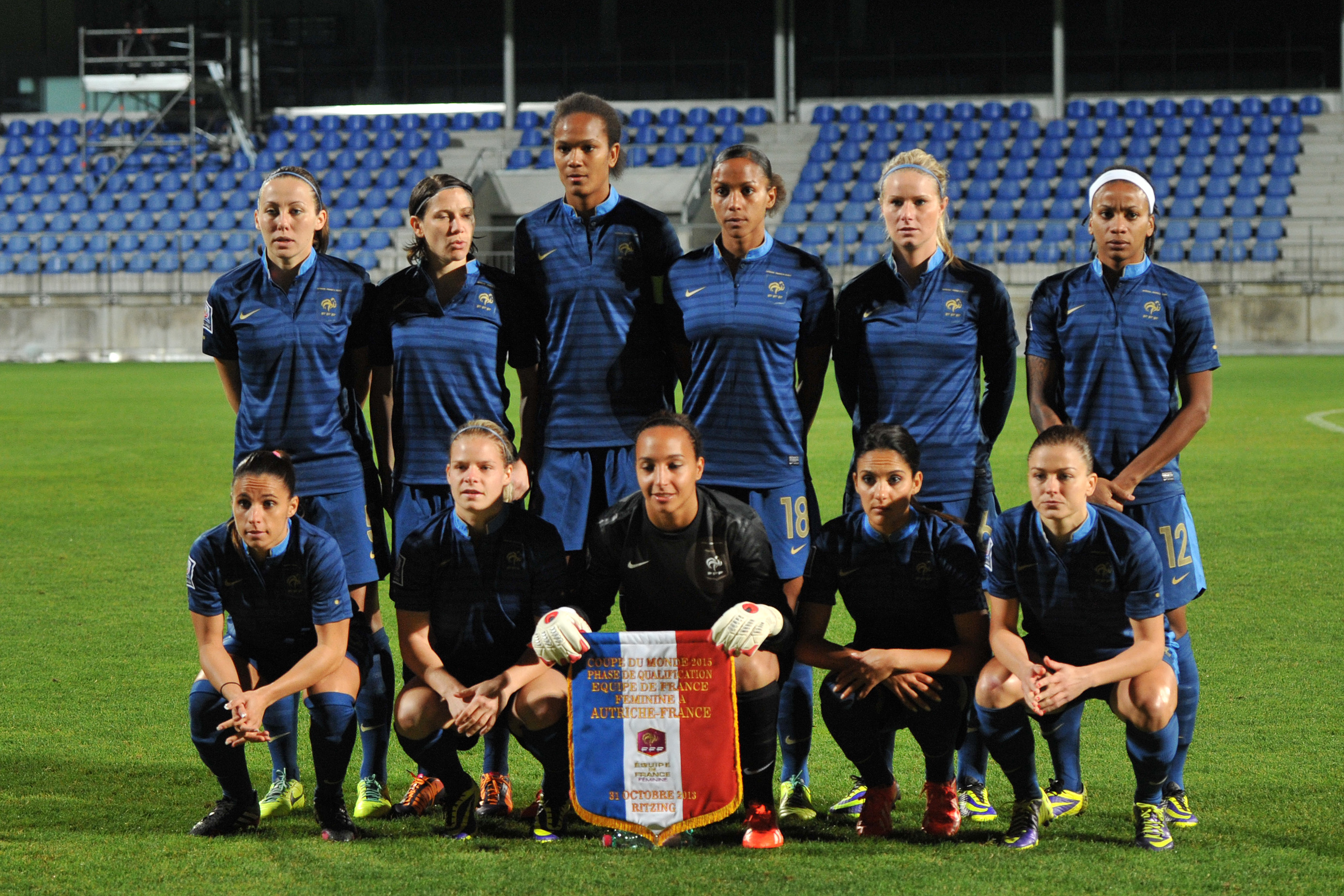
Frankrikes laguppställning i kvalspelet 2013 inför VM 2015.

Fédération des Sociétés Féminines Sportives de France, Frankrikes damsportsfederation, startade upp ett franskt damlandslag i fotboll (ett kombinationslag med Jeanne Brulé, Thérèse Brulé, Chatelut, Defigier, Germaine Delapierre, Jeanne Janiaud, Louise Ourry, Carmen Pomiès från Fémina Sport, Lévêque från Les Sportives de Paris och lagkapten Madeleine Bracquemond, Geneviève Laloz, Thérèse Laloz, Rigal, Rimbaux, A. Trotmann, J. Trotmann, Viani från En Avant Paris) som från och med april år 1920 mötte England i flera omgångar fram till april 1922. 1926–1932 hade Frankrike ett utbyte med Belgien. Fédération Française de Football, den franska fotbollsfederationen, startade sedan upp ett landslag som 1969–1971 spelade inofficiella landskamper och från och med 1971 officiella landskamper.

## Tränare
- 1970–1978: Pierre Geoffroy
- 1978–1987: Francis Coché
- 1987–1997: Aimé Mignot
- 1997–2007: Élisabeth Loisel
- 2007–2013: Bruno Bini
- 2013–2016: Philippe Bergeroo
- 2016–2017: Olivier Echouafni
- 2017–2023: Corinne Diacre
- 2023–2024: Hervé Renard
- 2024–: Laurent Bonadei

## Laguppställning
Följande spelare ingår i spelartruppen i VM 2023 som spelas i Australien och Nya Zeeland.
- Matcher och mål är uppdaterade per den 19 juli 2023.

| Nr | Pos. | Namn                   | Födelsedatum (ålder)     | Matcher | Mål |           | Klubb               |
| -- | ---- | ---------------------- | ------------------------ | ------- | --- | --------- | ------------------- |
| 1  | MV   | Solène Durand          | 20 november 1994 (28 år) | 2       | 0   | Frankrike | Guingamp            |
| 2  | F    | Maëlle Lakrar          | 27 maj 2000 (23 år)      | 2       | 0   | Frankrike | Montpellier         |
| 3  | F    | Wendie Renard          | 20 juli 1990 (33 år)     | 144     | 34  | Frankrike | Lyon                |
| 4  | MF   | Laurina Fazer          | 13 oktober 2003 (19 år)  | 2       | 0   | Frankrike | Paris Saint-Germain |
| 5  | F    | Élisa De Almeida       | 11 januari 1998 (25 år)  | 18      | 3   | Frankrike | Paris Saint-Germain |
| 6  | MF   | Sandie Toletti         | 13 juli 1995 (28 år)     | 40      | 3   | Spanien   | Real Madrid         |
| 7  | F    | Sakina Karchaoui       | 26 januari 1996 (27 år)  | 56      | 0   | Frankrike | Paris Saint-Germain |
| 8  | MF   | Grace Geyoro           | 2 juli 1997 (26 år)      | 64      | 15  | Frankrike | Paris Saint-Germain |
| 9  | A    | Eugénie Le Sommer      | 18 maj 1989 (34 år)      | 177     | 88  | Frankrike | Lyon                |
| 10 | MF   | Amel Majri             | 25 januari 1993 (30 år)  | 67      | 11  | Frankrike | Lyon                |
| 11 | A    | Kadidiatou Diani       | 1 april 1995 (28 år)     | 82      | 22  | Frankrike | Paris Saint-Germain |
| 12 | A    | Clara Matéo            | 28 november 1997 (25 år) | 21      | 4   | Frankrike | Paris FC            |
| 13 | F    | Selma Bacha            | 9 november 2000 (22 år)  | 15      | 1   | Frankrike | Lyon                |
| 14 | F    | Aïssatou Tounkara      | 16 mars 1995 (28 år)     | 39      | 3   | England   | Manchester United   |
| 15 | MF   | Kenza Dali             | 31 juli 1991 (31 år)     | 54      | 11  | England   | Aston Villa         |
| 16 | MV   | Pauline Peyraud-Magnin | 17 mars 1992 (31 år)     | 39      | 0   | Italien   | Juventus            |
| 17 | MF   | Léa Le Garrec          | 9 juli 1993 (30 år)      | 5       | 1   | Frankrike | Fleury              |
| 18 | A    | Viviane Asseyi         | 20 november 1993 (29 år) | 61      | 14  | England   | West Ham United     |
| 19 | A    | Naomie Feller          | 6 november 2001 (21 år)  | 3       | 1   | Spanien   | Real Madrid         |
| 20 | F    | Estelle Cascarino      | 5 februari 1997 (26 år)  | 9       | 1   | England   | Manchester United   |
| 21 | MV   | Constance Picaud       | 5 juli 1998 (25 år)      | 2       | 0   | Frankrike | Paris Saint-Germain |
| 22 | F    | Ève Périsset           | 24 december 1994 (28 år) | 47      | 4   | England   | Chelsea             |
| 23 | A    | Vicki Bècho            | 3 oktober 2003 (19 år)   | 0       | 0   | Frankrike | Lyon                |